# Kafaca, Muğla
Kafaca là một thị trấn thuộc thành phố Muğla, tỉnh Muğla, Thổ Nhĩ Kỳ. Dân số thời điểm năm 2011 là 1.599 người.